# Mazda
|  | Si cerqueu altres usos, vegeu Ahura Mazda. |

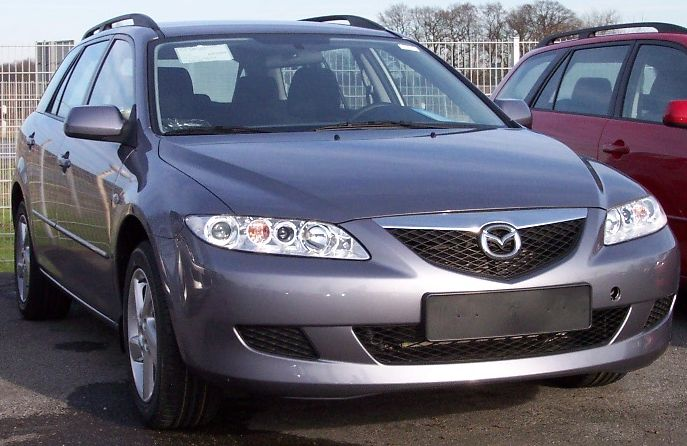
Mazda 6 Wagon.

Mazda Motor Corporation (マツダ Matsuda) és un fabricant d'automòbils amb seu principal a Hiroshima, i amb plantes a les localitats d'Hiroshima (factoria d'Ujina); Nishinoura, Nakanoseki (Hofu); i Miyoshi, Japó. El 2010, va produir 1.307.540 automòbils amb vendes a la Xina, Japó, Europa, Amèrica del Sud i Amèrica del Nord.

## Història corporativa
Com passar de la producció de derivats del suro a la d'equips industrials? Jujiro Matsuda (agost, 1875) deuria veure la relació molt clara quan va decidir reconvertir la Toyo Cork Kogyo Company Ltd, fundada el 30 de gener de 1920 i dedicada als derivats del suro, en una empresa íntegrament bolcada en la producció de màquines i equips industrials creats per Curtis.
El detonant que va fer possible aquest canvi fou el nou escenari després de la I Guerra Mundial. Tres anys més tard, quan un terratrèmol devasta la regió de Tokio, els EUA envia camions i petits vehicles per ajudar a la reconstrucció. És així com l'automòbil, fins llavors considerat un luxe, s'imposa com a vector del desenvolupament. L'empresa inicia llavors la producció d'un vehicle de dues rodes amb un motor de dos temps, amb tal èxit que, en un parell d'anys, aquesta activitat eclipsarà a tota la resta.
El 1927, l'empresa es rebateja com a Toyo Kogyo CO Ltd i a partir de 1929, Matsuda es planteja fabricar el seu propi automòbil, un vehicle de tres rodes. L'empresa busca un nom més comercial i es decideix per Ahura Mazda, el déu persa de la llum, la saviesa, la intel·ligència i l'harmonia que, a més, es pronuncia d’una manera similar a Matsuda. La primera unitat del Mazda DA va veure la llum el 1931, tan sols tres anys més tard, l'empresa va haver d'ampliar les seves instal·lacions per atendre una demanda cada cop més gran.
El 1936, les autoritats japoneses adopten una nova llei sobre la fabricació d'automòbils que fa molt difícil la producció de marques estrangeres. Ford i General Motors marxen del Japó el 1937 mentre que les relacions internacionals es deterioren progressivament. Toyo Kogyo es veu obligada a unir-se a l'esforç nacional per subsistir. La fabricació de petits utilitaris de tres rodes, considerada com a “no prioritària”, disminueix considerablement. Tot i això Matsuda segueix acariciant el seu somni de fabricar automòbils. Malgrat un context molt desfavorable, a finals dels anys trenta desenvolupa un projecte d'un coupé i el 1940 se'n fabrica un prototip. L'entrada del Japó a la Segona Guerra Mundial talla en sec aquest programa.
Toyo Kogyo viu els anys negres sense massa dificultats. El 6 d'agost de 1945 Hiroshima queda totalment destruïda per una bomba atòmica, però el complex industrial de Toyo Kogyo, allunyat de la ciutat, va quedar pràcticament intacte i, fins i tot, va usar-se com a hospital improvisat per ajudar a les víctimes. Després de la rendició incondicional del Japó, a finals d'aquell mateix any es reinicia la producció de vehicles comercials de tres rodes amb molts d’esforços.
Les ingents necessitats de reconstrucció propicien les vendes d'aquest tipus de vehicles, i al llarg de la dècada dels cinquanta l'empresa construeix una reputació impecable entre uns usuaris que valoren, cada vegada més, la qualitat i robustesa dels vehicles comercials de Mazda. El 1951, Tsuneji, el fill de Jujiro Matsuda, substitueix al seu pare al càrrec de l'empresa.

### Anys 60
Mazda inicia la seva gran expansió comercial, implantant-se primer a Europa i, més endavant, als EUA, impulsada per dues fites que la van fer destacar-se per sobre d'altres companyies automobilístiques japoneses: la fabricació del seu primer vehicle de quatre rodes (el Mazda R360 Coupé) i la seva clara aposta pel desenvolupament del motor rotatiu Wankel.
En tan sols una dècada, la marca va passar de fabricar vehicles de 16 CV a exportar esportius, como el Mazda Cosmo. Ràpidament, els models de motor rotatiu de Mazda aconseguiren una enorme popularitat per la seva combinació de gran potència i lleugeresa mentre la competència requeria pesats motors de 6 o 8 vàlvules per aconseguir la mateixa potència.
Amb l'èxit del Mazda R360 Coupé (les primeres 20.000 unitats es van vendre en menys d'un any), Toyo Kogyo va llançar una gamma completa al mercat, amb el Mazda Carol P360 i el Mazda P600. Els responsables de la marca s'adonaren que amb el mercat japonès no n'hi havia prou per a garantir l'estabilitat a llarg termini i que s'imposava l'exportació. Amb aquest objectiu va encarregar a Grup Bertone, un dels estudis més prestigiosos d'Itàlia, el disseny del Mazda Luce 1500, amb el que la marca japonesa es va convertir en un fabricant internacional.
Després de la presentació d'un prototip del Mazda Cosmo Sport al Saló de l'Automòbil de Tokio de 1964, la marca comença a seduir als clients occidentals amb productes que responen a les seves expectatives de qualitat i fiabilitat a preus molt assequibles. El 1967 s'implanta a Europa. Dos anys més tard als EUA. El novembre de 1970 mor Tsuneji Matsuda i el seu fill Hijame assumeix la direcció de Toyo Kogyo.

### Anys 70
Internacionalment, la dècada dels anys 70 per a Mazda va suposar el lideratge en rendiment. El motor rotatiu Wankel rendia molt millor en comparació amb els motors basats en pistons (o motor Otto) usats per la competència, d'aquí que Mazda basés tot el seu potencial a incorporar-lo en pràcticament tots els vehicles que facturaven, des del RX-7 fins a la gran berlina Luce.
L'única excepció fou el Mazda Chantez. La situació econòmica de Mazda i les pressions dels altres fabricant d'automòbils lleugers, que consideraven aquest tipus de motors un perillós avantatge, va fer que finalment Mazda no comercialitzara el model amb el motor rotatiu. Com a resultat de no haver pogut desenvolupar el model originalment ideat, Mazda va perdre l'interés en els kei car (o cotxes lleugers) i el model no va tenir successor i deixà de produir-se l'any 1976 quan canviaren les lleis sobre els kei car.
El 1970, Mazda va penetrar formalment al mercat nord-americà. Va arribar a instal·lar, fins i tot, un centre d'investigació a Califòrnia. D'allà sorgiren creacions com el roadster Mazda MX-5 o la primera pick-up de la història propulsada per un motor rotatiu Wankel, dissenyada específicament per al mercat nord-americà, la Sèrie B de Mazda.
Tot i això, els 70 també varen veure la primera crisi econòmica de Mazda. L'èxit del motor rotatiu Wankel va veure's frenat per la Crisi del petroli de 1973. La demanda de motors més eficients, menys imponents i de menor consum va augmentar. En aquest moment, Ford aconsegueix un 25% de les accions de la companyia japonesa.
Mazda, que no havia renunciat per complet als motors de pistons, va reaccionar amb rapidesa llançant al mercat diversos models amb motoritzacions de quatre cilindres, com els Mazda 323/Familia i Mazda 626/Capella, dues berlines econòmiques que foren Cotxe de l'Any al Japó el 1980 i el 1982, respectivament, i amb les que va recuperar la seva quota de mercat a les gammes baixa i mitja.
Però Mazda no va abandonar els seus projectes per al motor rotatiu Wankel i va reorientar els seus esforços cap als seus models esportius lleugers: el RX-7 i posteriorment el RX-8.

### Anys 80
Durant els anys 80, Mazda gaudí d'un període d'excel·lents resultats econòmics. Fruit de les seves associacions amb Ford, que va augmentar la seva participació fins al 33,4%. Aquesta és la seva dècada més productiva i innovadora: motors de quatre cilindres, 16 vàlvules, doble arbre de lleves en cap, nous motors rotatius cada cop més fiables i potents. Els primers models com el 323 (GLC als Estats Units) o el 626 foren un èxit rotund, el 323 fou el cotxe més venut del Japó per sobre del Toyota Corolla.
Mazda va explotar amb gran èxit el binomi de preus assequibles i tecnologies innovadores, essent un dels primers fabricants a oferir de sèrie cotxes amb catalitzador. En aquesta dècada s'enquadra també el motor KJ-ZEM V6, la primera adaptació d'un motor de cicle Miller a un automòbil. Aquest tipus de motor, que va patentar l'enginyer nord-americà Ralph Miller als anys 40 i que s'emprava per embarcacions i plantes d'energia, tenia un cilindre més gran del normal per a augmentar la relació de compressió Mazda el va adaptar per al motor del seu sedan Mazda Millenia, antecessor del Mazda 6. El 1988, el model 626, la berlina de referència de Mazda, presenta la seva moderna versió coupé, que s'oferia opcionalment amb un avançat sistema de quatre rodes direccionals denominat 4WS, o Four Wheel Steering. Aquest sistema facilitava les maniobres a les distàncies curtes, perquè fins als 35 km/h les rodes posteriors oscil·laven en sentit contrari a les davanteres per a reduir el radi de gir.
Mazda també va contribuir a la línia de models de Ford, com per exemple el Ford Probe basat en el MX-6. Però la vertadera fita d'aquesta dècada va arribar el 1989, quan Mazda presenta al Saló de l'Automòbil de Chicago el revolucionari esportiu Mazda MX-5. Aquest model va canviar el mercat dels esportius, fins a la seva aparició eren cars i pesats. L'MX-5 o Miata, com també se l'anomenava, es va convertir en un èxit i, a més a més, en una icona de la marca.

### Anys 90
Amb el control de la companyia per part de Ford, el juny de 1996, s'escull el primer president no japonès al càrrec de la marca. D'origen escocès, Henry Wallace, assenta les bases d'una nova estratègia que inclou el disseny d'un nou logo per la marca, el programa d'innovació digital per accelerar processos de producció i la revisió de les polítiques de distribució i els acords amb proveïdors, amb l'objectiu d'optimitzar el cost de les operacions de la marca.
Gran part de l'èxit actual de Mazda es deu a la base d'eficiència que va assentar-se en aquesta època. Com el cas del K8D d'1,8 litres, el motor V6 més petit del món, que Mazda va incorporar al seu model Mazda MX-3 amb el que la marca japonesa va revolucionar el 1991 el concepte del Gran Turismo. Però, sens dubte, l'avanç més significatiu de la dècada, foren les primeres proves del seu motor rotatiu d'hidrogen que Mazda va iniciar amb el HR-X.

### Anys 2000
Mazda comença el nou segle amb un rècord al Llibre Guinness dels rècords: el roadster Mazda MX-5 en converteix en l'esportiu més venut de tots els temps amb una xifra propera al milió d'unitats venudes fins a la data. A l'abril del 2002, Mazda assenta les bases d'una nova forma d'entendre el seu negoci, presentant la seva filosofia “Zoom-Zoom”, amb la intenció de transmetre el plaer de conduir, dinamisme, prestacions, economia, i respecte al medi ambient, i en virtut de la qual es compromet davant el món del motor a reduir els consums dels seus vehicles un 50% abans del 2015. Un mes més tard, llança a la venda el seu primer vehicle d'aquesta línia el Mazda 6, al que seguiran els Mazda 2, Mazda 3, Mazda 5, Mazda CX=7 i Mazda RX=8 que suposaran una renovació total de la gamma sota la filosofia Zoom-Zoom.
El 2003, el món de l'automòbil premia la llongeva aposta de Mazda pel motor creat per Felix Wankel, concedint-li el premi al Motor Internacional de l'Any al seu motor rotatiu RENESIS integrat al Mazda RX-8. L'última generació del Mazda MX-5, presentada el 2005, fou el primer model en el que Mazda introduí la seva “Estratègia del gram”. Mentrestant, la resta de fabricants treballaven a fons en el desenvolupament a llarg termini de bio-combustibles i tecnologies híbrides, Mazda, sense oblidar aquest tipus d'investigacions, es preocupava d'aplicar una mesura tan pràctica com immediata: la reducció del pes dels seus cotxes mitjançant la utilització d'acers d'alta resistència i la supressió d'elements superflus. Això va implicar un menor consum de combustible i nivells més baixos d'emissions de CO2.
Amb uns preus del combustible cada cop més elevats al panorama, Mazda va aprovar el 2007 el “Zoom-Zoom sostenible”, un programa que assumeix el compromís voluntari de desenvolupar processos de fabricació més respectuosos amb el medi ambient i tecnologies que permetin atansar-se a l'ambiciosa meta d'elevar al 30% l'eficiència de combustió de tots els vehicles Mazda comercialitzats en tot el món el 2015 (amb respecte a la gamma de 2008).
El 2007, Mazda reorganitza tots els processos relacionats amb la producció d'automòbils, des de la I+D a la fabricació. Aquesta reorganització de l'empresa, batejada com “Innovació Monotsukuri”. S'estructura al voltant d'un doble concepte d'arquitectura comuna i producció flexible basada en la planificació de paquets de productes. El plantejament de Monotsukuri ha possibilitat avenços en la diversificació (per satisfer necessitats variables dels clients) i l'estandardització de peces. D'aquesta manera, Mazda ha pogut desplegar tecnologies d'alt valor i prestacions en un espectre més ampli de models i respondre amb major rapidesa a canvis a les exigències dels clients. Mitjançant l'ús de plataformes i peces comunes, Monotsukuri afavoreix una eficiència de costos que, en última instància, beneficia el client.
Aquest innovador procés continua encara avui dia desenvolupant-se i cobrarà un major protagonisme, si escau, dins el procés productiu de la nova generació de models Mazda, que es comercialitzarà a partir del 2012 amb l'arribada del Mazda CX-5.
A finals de 2008, Ford anuncia la venda del 20% del paquet accionarial que posseïa a Mazda, cosa que significa la pèrdua de l'hegemonia sobre la marca japonesa. Dos anys més tard, Ford es desfà d'un altre 10%, reduint la seva participació a quasi un 3%. Tot i això, Ford i Mazda continuen essent socis estratègics i duen a terme nombroses Aliança d'empreses, així com fluids intercanvis d'informació en avenços tecnològics. La tecnologia del motor rotatiu d'hidrogen es va perfeccionar en aquesta dècada fins al punt de posar-lo en producció per als models Mazda RX-8 Hydrogen RE, Mazda Premacy i Mazda 5 Hydrogen RE Hybrid.

### Anys 2010
Mazda presenta dues novetats que senten les bases per als seus models futurs: la tecnologia SKYACTIV i el llenguatge del disseny KODO, que en japonès vol dir “ànima en moviment”. Aquest disseny s'aplica als concepts Mazda Shinari Concept, Mazda Minagi Concept, en el que s'inspira el Mazda CX-5, i Mazda Takeri Concept, aquests dos últims presentats el 2011.
A l'apartat tecnològic, el concepte SKYACTIV engloba un conjunt d'innovacions als motors, les transmissions, les carrosseries i els xassís que Mazda implementarà a tota la seva gamma de vehicles, i amb les que s'ha proposat reduir les emissions i consums dels seus vehicles en un 30% abans del 2015. La tecnologia SKYACTIV se centra principalment en nous motors excepcionalment resistents, en els que la relació de compressió s'ha portat a un altre nivell, optimitzant-se la combustió interna, i una construcció més robusta i que, alhora, és més lleugera. Els reconeixements són immediats: La tecnologia SKYACTIV, rep el Premi a la Tecnologia d'Automoció de l'Any 2011-2012 atorgat per JAHFA (Japan Automotive Hall of Fame), així com el Premi a la Tecnologia de l'Any 2012, concedit per l'Associació d'Investigadors i Periodistes d'Automoció del Japó (RJC).
Amb l'arribada del crossover compacte Mazda CX-5, a la primavera del 2012, per primera vegada Mazda incorpora en un mateix vehicle la totalitat de la tecnologia SKYACTIV. El Mazda CX-5 és també el primer de tota una nova generació de crossover esportius compactes que simbolitzen l'evolució més recent del Jimba Ittai, la sensació d'unitat entre el conductor i el seu vehicle popularitzada per Mazda amb el seu roadster Mazda MX-5, i que encarna la millor plasmació fins a la data del “Zoom-Zoom sostenible”.
Per poder arribar a l'ambició objectiu d'augmentar l'eficiència de combustió en un 50% en el període 2001-2015, Mazda s'ha proposat aplicar una estratègia de construcció en blocs que es tradueix en la introducció gradual de dispositius elèctrics auxiliars en els motors de combustió interna SKYACTIV. El 2009 es dona la primera passa amb el desenvolupament del sistema “i-stop” o sistema de tallament del ralentí, que equiparà a tots el motors de benzina i dièsel SKYACTIV a Europa. Al que seguiran components elèctrics addicionals com el sistema de frenada regeneratiu “i-ELOOP”, que actualment està desenvolupant Mazda per recuperar energia durant la frenada.
Encara que hagi optat per un enfocament de desenvolupament de motors diferent al de la resta de competidors en el que la base és la tecnologia SKYACTIV de combustió interna, Mazda té plans de comercialitzar vehicles híbrids a mitjà termini. Per això Mazda i Toyota han arribat a un acord el 2010 per a combinar la seva tecnologia híbrida, ja assajada al Toyota Prius, amb els motors SKYACTIV i fabricar sota la llicència.

## Logotips de Mazda al llarg de la seva història
| Any  | Logotip | Descripció |
| ---- | ------- | --- |
| 1936 |         | El primer logotip corporatiu de Mazda data de 1936, moment en què es va iniciar la producció de camions de tres rodes. Quant a l'origen del nom de Mazda, prové de la derivació de Ahura Mazda el déu persa de la llum, la saviesa, la intel·ligència i l'harmonia que, casualment, es pronuncia com Jujiro Matsuda, l'iniciador de l'activitat automobilística de Mazda. |
| 1936 |         | Mazda també introduí aquest altre símbol de marca el 1936, inspirat en l'emblema d'Hiroshima, la ciutat en què va néixer i en la que encara avui es troba la seu mundial de l'empresa. La triple “M” que compon el logotip són les sigles en angles de “Mazda motor manufacturer”, que simbolitza a Mazda com a fabricant d'automòbils.                                   |
| 1959 |         | Aquest fou el logotip empleat por Mazda des de l'aparició del model R360 fins al 1975. |
| 1975 |         | Des del 1975 fins al 1991 Mazda no va emprar cap símbol al seu logotip, únicament una versió estilitzada del nom de la marca. |
| 1992 |         | Aquest emblema es va presentar el 1992. S'acompanyava del logotip corporatiu de Mazda de 1975. La seva forma suggereix unes ales, un sol i un cercle de llum. Va servir de punt de partida per a l'actual emblema de Mazda. |
| 1997 |         | Aquest nou emblema va començar a usar-se a tot el món el juny de 1997. Conté la “M” de Mazda i una “V” molt característica amb la que l'empresa desitjava simbolitzar la seva excel·lència i una promesa per als seus clients de tot el món. |
| 2008 |         | El 2008 Mazda va iniciar la introducció d'una nova identitat visual internacional. Aquesta nova identitat, que no altera el símbol de marca en si mateix, apareix a totes les comunicacions. |

## Mazda a les competicions internacionals

### 84 hores de Nürburgring (Alemanya, 1968)

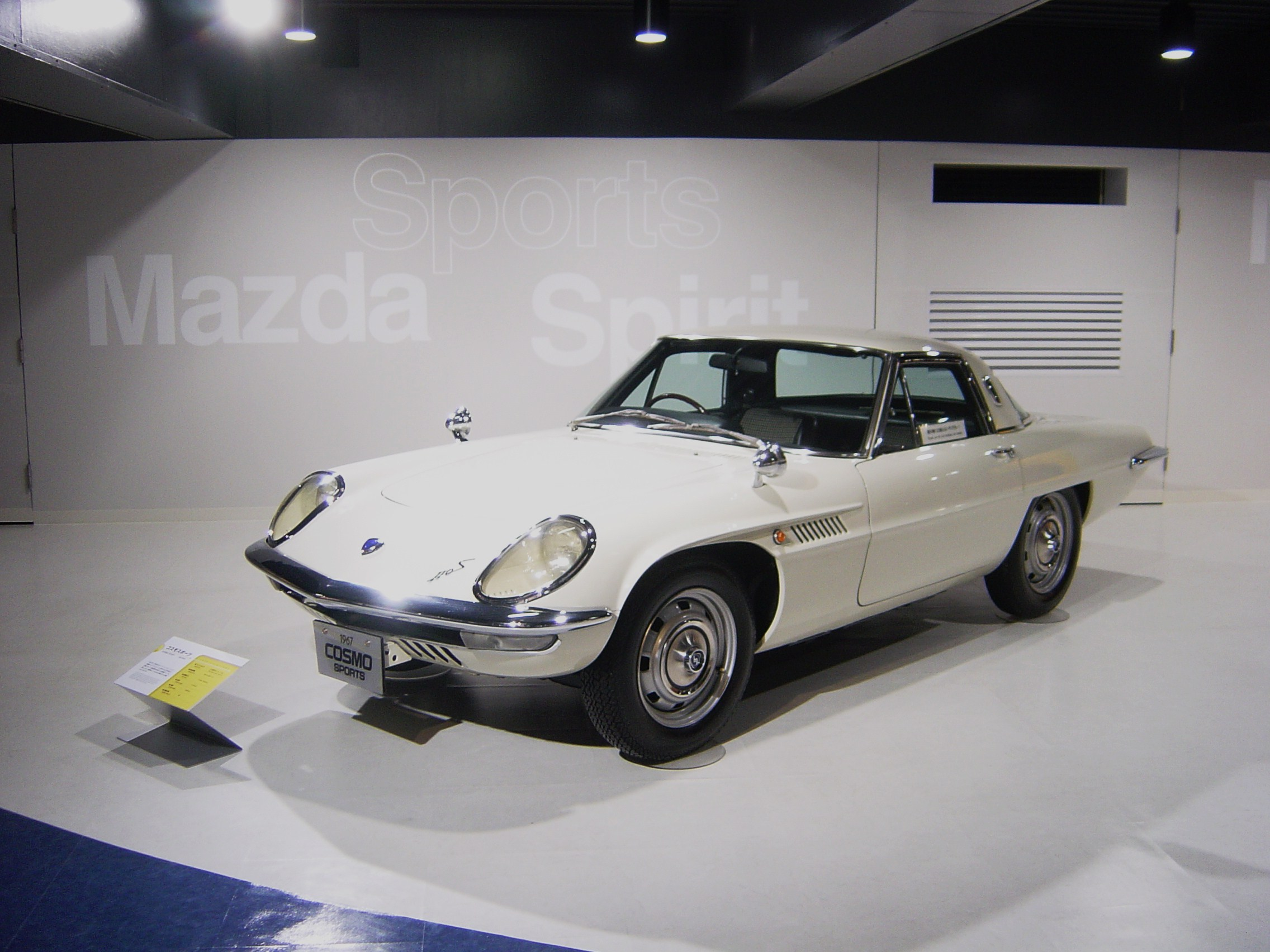
Mazda Cosmo Sport 110S, model amb el que la marca japonesa va debutar a les competicions internacionals.

El 20 d'octubre de 1968, Mazda va debutar a les competicions oficials participant amb dos models Mazda Cosmo Sport 110S a la cèlebre carrera de les 84 hores de Nürburgring (Alemanya) de la mà de “Mazda Sports Corner”, un equip de carreres independent vinculat a Mazda Auto Tokyo, el major distribuïdor de la marca al Japó. La pretensió de l'equip no anava més enllà que la de dotar de presència a Mazda a les competicions internacionals i, alhora, demostrar al món la viabilitat del motor rotatiu. Això no obstant, per a sorpresa de propis i estranys, Mazda aconseguí un quart lloc.

### 24 hores de la Spa-Francochamps (Bèlgica, 1969-1981)

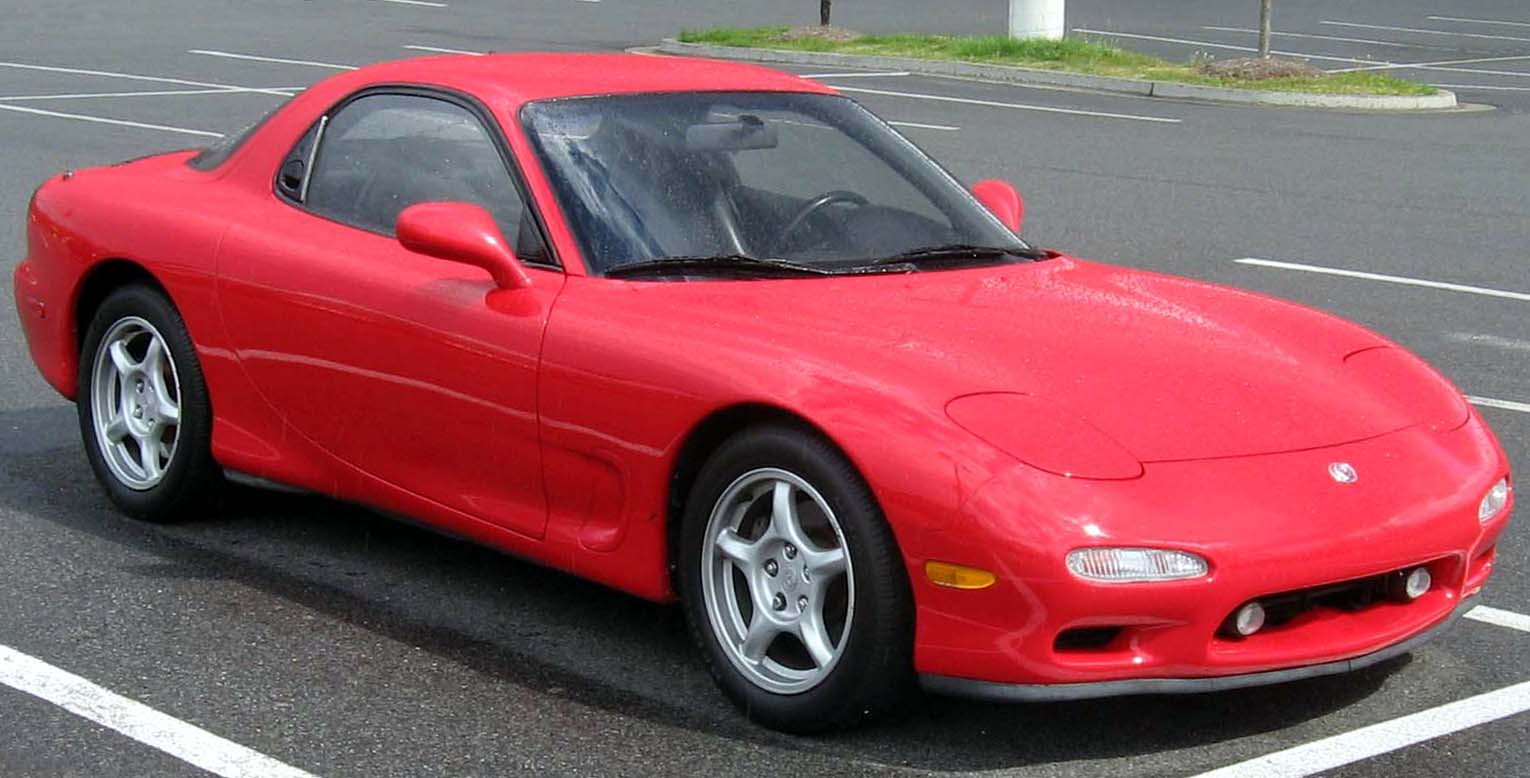
El Mazda RX-7 fou el primer model amb el que la marca japonesa aconseguia una victòria en competicions internacionals.

A l'any següent, 1969, Mazda va participar per primera vegada a les 24 hores del Circuit de Spa-Francorchamps (Bèlgica). Dos Mazda R100 coupé foren els encarregats de representar a la marca en aquesta prestigiosa prova de resistència de turismes, aconseguit en cinquè i sisè lloc. Però fins al 1981, Mazda no va aconseguir el triomf en aquesta carrera, que va estar liderada pel pilot i preparador britànic Tom Walkinshaw conduint un Mazda RX-7 amb motor rotatiu. Fou arran d'aquesta victòria que Mazda Motor Corporation va traslladar l'equip de competició de Tokio al centre, a Hiroshima. Fou el naixement de Mazdaspeed, la divisió de la companyia encarregada d'adaptar els seus vehicles per a les competicions internacionals.

### 24 hores de Le Mans (França, 1991)

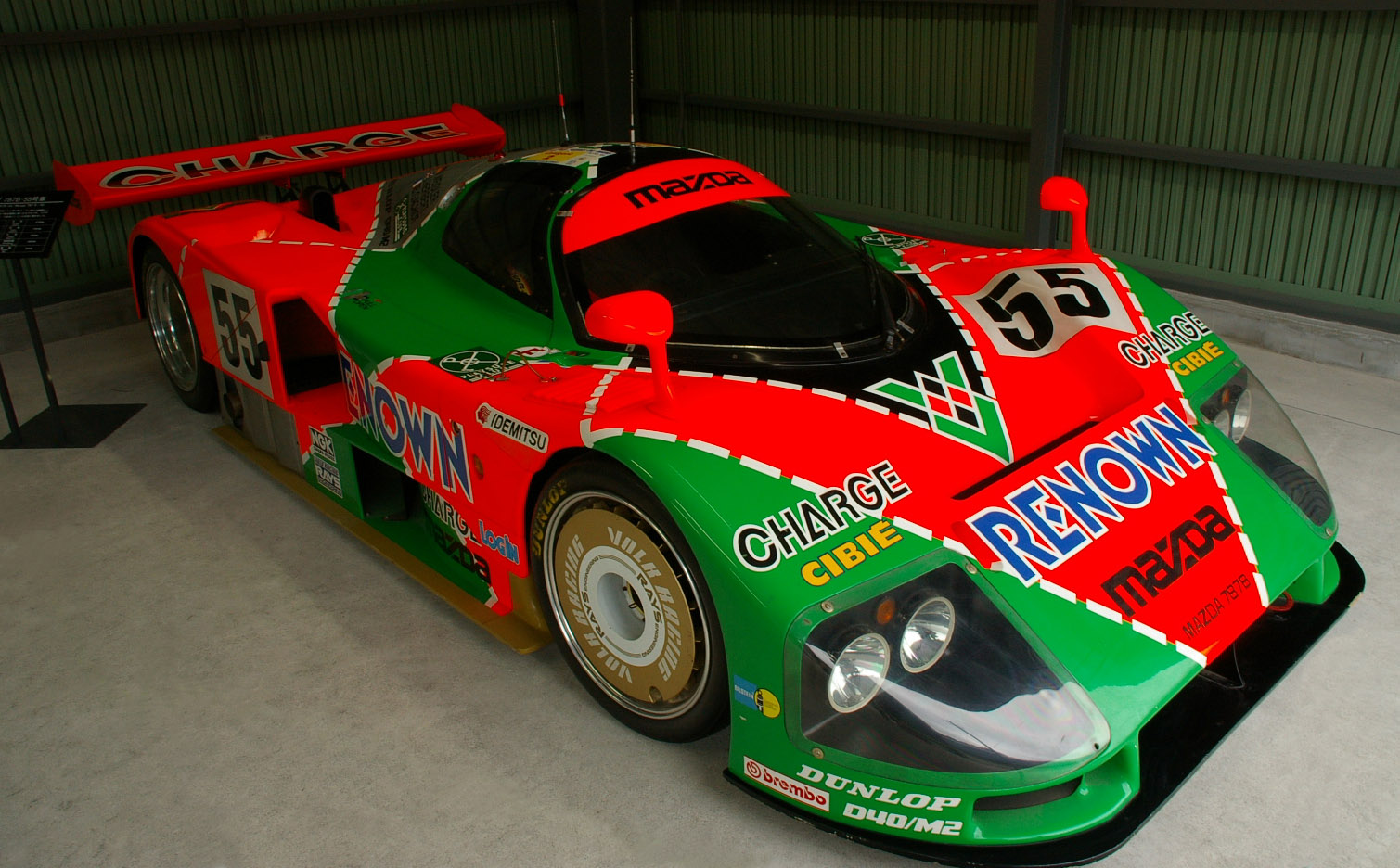
Amb el 787B, Mazda va convertir-se en la primera i única marca japonesa en guanyar les 24 Hores de Le Mans.

El 23 de juny de 1991, Mazda torna a fer història a les 24 hores de Le Mans, al convertir-se en la primera i única marca japonesa en aconseguir la victòria en aquesta mítica prova de resistència francesa. Habíen passat 20 anys des de la primera participació de Mazda a les 24 hores de Le Mans. Però no fou fins al 1991 quan va aconseguir-se la consagració total. L'equip Mazda va presentar dos Mazda 787B perfeccionats i un 787. Els organitzadors de l'esdeveniment havien decidit restringir les màquines impulsades per un motor Otto convencional de 3,5 a partir de 1992, així que era l'última oportunitat del motor R26B de quatre rotors que portaven els 787B i 787, i que havia millorat en potència i economia de combustible.
Des de la sortida, els tres vehicles van competir amb èxit. Eren molt pocs els que apostaven pel model 787B que començava la carrera des de la dotzena posició a la graella de sortida. Però, per a l'escuderia japonesa aquest triomf portava gestant-se durant més de dues dècades. El cotxe número 55 pilotat pel trio Herbert-Wieder-Gachot va saber mantenir bé les distàncies, contenir els consums de combustible, aplicar pressió sobre els cotxes de Mercedes-Benz, Jaguar, i altres rivals i col·locar-se en tercera posició. Després d'una parada a boxes d'un Mercedes-Benz, a les 21 hores de carrera, el 787B va posar-se en primera posició i va aconseguir la victòria a les 24 hores de Le Mans davant de 250.000 espectadors.

## Models de Mazda

### Models actuals

#### Turismes
- Mazda 2 / Mazda Demio
- Mazda 3 / Mazda Axela
- Mazda 6 / Mazda Atenza

#### Monovolums
- Mazda 5
- Mazda MPV (Tan sols al mercat japonès)
- Mazda 6 Touring

#### Esportius
- Mazda MX-3
- Mazda MX-5
- Mazda MX-6
- Mazda RX-8 Motor rotatiu Wankel
- Mazda RX-7 Motor rotatiu Wankel

#### Tot-terrenys
- Mazda Tribute
- Mazda CX-5
- Mazda CX-7
- Mazda CX-9

#### Pick-ups
- Mazda BT-50
- Mazda Serie B

### Models anteriors
- Mazda RX-7
- Mazda 121
- Mazda 323
- Mazda 626
- Mazda 929
- Pick-up

### Concepts: El nou disseny Kodo[10]
El 2010 va aparèixer el Mazda Shinari, el primer concept que trenca amb l'estil de disseny anterior, representat pel Nagare, i inicia un nou llenguatge denominat Kodo, terme que en japonès significa "ànima del moviment". L'artífex d'aquest canvi és l'equip de disseny de Mazda liderat per Ikuo Maeda, amb 20 anys al servei de la marca, fill de Matasaburo Maeda, el dissenyador del Mazda RX-7, l'esportiu de motor rotatiu Wankel més icònic del fabricant japonès. El nou Mazda CX-5 és el primer vehicle a sortir al mercat sota aquesta línia de disseny.

#### Concept Cars sota el llenguatge de disseny Kodo
- Takeri (2011)
- Minagi (2011)
- Shinari (2010)

#### Concept Cars anteriors, de la línia Nagare
- Mazda MX-5 Superlight version (2009)
- Mazda Kaan (2008)
- Mazda Kiyora (2008)
- Mazda Kazamai (2008)
- Mazda Furai (2008)
- Mazda Taiki (2007)
- Mazda Hazake (2007)
- Mazda Ryuga (2006)
- Mazda Nagare (2006)